# Englemageren
The angelmaker er en dansk kortfilm fra 2012, der er instrueret af Morten Mørch Pelch efter manuskript af Laura Sensberg.

## Handling
Den unge kvinde Marie forlader sit hjem for at genfinde sit barn, som hun i god tro har afleveret til kirken i 1800-tallets Danmark. På sin vej møder hun Thomas, en landsstryger med mere end ét es i ærmet og sammen opdager de den grusomme sandhed om hendes lille søn.